# 洛雷纳·米兰达
洛雷纳·米兰达·多拉多（西班牙語：Lorena Miranda Dorado，1991年4月7日—），出生於休达，西班牙女子水球运动员，亦為西班牙國家女子水球隊成員。

## 簡歷
2012年，洛雷纳·米兰达代表西班牙參加英國倫敦舉行的奥林匹克运动会女子水球比賽，最後在決賽中不敵美國隊，贏得銀牌。